# يويا ساتو
يويا ساتو (باليابانية: 佐藤 優也) (10 فبراير 1986 في ايشيكاوا في اليابان – )؛ هو لاعب كرة قدم ياباني سابق كان يلعب كحارس مرمى.

## وصلات خارجية
- يويا ساتو على موقع رابطة كرة القدم اليابانية للمحترفين (اليابانية)
- يويا ساتو على موقع قاعدة بيانات كرة القدم.إي يو (الإنجليزية)
- يويا ساتو على موقع Soccerway.com (الإنجليزية)
- يويا ساتو على موقع عالم كرة القدم.نت (الإنجليزية)